# Suzy Delair
Suzy Delair; właśc. Suzanne Pierrette Delaire (ur. 31 grudnia 1917 w Paryżu, zm. 15 marca 2020 tamże) – francuska aktorka i piosenkarka. Była jedną z najbardziej znanych gwiazd filmowych z kina francuskiego i jedną z ostatnich legend kina.
Występowała w filmach, które reżyserowali m.in. Henri-Georges Clouzot, Jean Dréville, Jean Grémillon, Marcel L’Herbier, Christian-Jaque, Marcel Carné, Claude Autant-Lara, Luchino Visconti, René Clément i Gérard Oury.
Przez kilka lat była związana z reżyserem Henri-Georges Clouzotem.
W 1999 przyznano jej Narodowy Order Zasługi, a w 2006 otrzymała najwyższe francuskie odznaczenie państwowe, Legię Honorową.

## Filmografia
- Morderca mieszka pod 21 (1942) jako Mila Malou
- Sceny z życia cyganerii (1945) jako Femia
- Kto zabił? (1947) jako Jenny Lamour, żona Maurice’a
- Stracone wspomnienia (1950) jako Suzy Henebey
- Flip i Flap na bezludnej wyspie (1951) jako Chérie Lamour
- Gervaise (1956) jako Virginie
- Damski krawiec (1956) jako Adrienne Vignard
- Regaty w San Francisco (1960) jako Lucilla
- Rocco i jego bracia (1960) jako Luisa
- Czy Paryż płonie? (1966) jako Paryżanka
- Przygody rabina Jakuba (1973) jako Germaine Pivert (Dzięcioł), żona Victora